# Ga Bojeong
Ga Bojeong (Tiếng Hàn: 보정역, Hanja:寶亭驛) là ga tàu điện ngầm trên Tuyến Suin–Bundang, nằm ở Bojeong-dong, Giheung-gu, Yongin-si, Gyeonggi-do

## Bố trí ga
| ↑ Jukjeon |
| \| １     |
| Guseong ↓ |

| １ | ●Tuyến Suin–Bundang | → Hướng đi Guseong · Giheung · Mangpo · Suwon · Incheon →     |
| ２ | ●Tuyến Suin–Bundang | ← Hướng đi Jukjeon · Seohyeon · Suseo · Seolleung · Wangsimni |